# Gibran (cràter)
Gibran és un cràter d'impacte en el planeta Mercuri de 106 km de diàmetre. Porta el nom del poeta i pintor libanès-estatunidenc Khalil Gibran (1883-1931), i el seu nom va ser aprovat per la Unió Astronòmica Internacional el 2009.
Va ser descobert el gener de 2008 durant el primer sobrevol del planeta de la sonda espacial MESSENGER. Conté un gran cràter-pou gairebé circular de 29 × 29 km de grandària.
S'han observat múltiples exemples de cràters-pou en la superfície de Mercuri, al sòl dels cràters d'impacte. A diferència dels cràters d'impacte, els cràters-pou no tenen vores, que sovint tenen forma irregular i són escarpades, i sovint no mostren materials expulsats o fluxos de lava. Es creu que aquests cràters són l'evidència d'activitat volcànica poc profunda i poden haver-se format quan es va retirar el magma i va provocar una àrea sense suport de la superfície que es va col·lapsar, creant un pou. Són anàlegs de les calderes volcàniques de la Terra. Els cràters-pou poden proporcionar una indicació de processos ignis interns on una altra evidència de processos volcànics està absent o és ambigu. El descobriment de diversos cràters-pou augmenta l'evidència que l'activitat volcànica ha estat un procés molt estès en l'evolució geològica de l'escorça de Mercuri.